# Anna-Marie Böhme
Anna-Marie Böhme war eine Schauspielerin, die von 1952 bis 1972 aktiv war. Sie wurde 1965 bekannt durch die ZDF-Familienserie Oma ist noch besser als Frau Schlumberger.
Sie spielte auch in verschiedenen Spielfilmen wie Postlagernd Turteltaube, Durchbruch Lok 234 und Ein Mann, der nichts gewinnt mit und wirkte in weiteren Fernsehserien, darunter Das Millionending.
Ihre schauspielerische Laufbahn endete 1972 mit einer Folge der Serie Sprungbrett, wo sie die Mutter eines Mädchens namens Tina übernahm, um die sich die Episode drehte.